# Okres Anenii Noi
Anenii Noi je okres v Moldavsku. Žije zde okolo 81 000 obyvatel a jeho sídlem je město Anenii Noi. Na severu sousedí s Criuleni, na východě s Dubăsari, na jihu s Căușeni, a na západě s Ialoveni a Kišiněvem.